# (10049) Vorovich
(10049) Vorovich est un astéroïde de la ceinture principale.

## Description

### Découverte
(10049) Vorovich est un astéroïde découvert le 3 octobre 1986 à Naoutchnyï par Lioudmila Karatchkina. Il présente une orbite caractérisée par un demi-grand axe de 3,11 UA, une excentricité de 0,15 et une inclinaison de 5,0° par rapport à l'écliptique.
Il porte le nom du mathématicien soviétique Iosif Vorovich (1920-2001).

## Compléments